# Sant Andreu (Sant Llorenç de la Muga)
Sant Andreu és un edifici religiós del municipi de Sant Llorenç de la Muga (Alt Empordà) protegit com a bé cultural d'interès local.

## Descripció
Un cop passat el Pont Vell, que condueix al cementiri, a la banda dreta hi ha una petita capella dedicada a Sant Andreu. És una església d'una nau sola amb absis semicircular. Presenta coberta de volta de canó a la nau i de quart de cercle al presbiteri. La porta principal, d'un sol arc de mig punt presenta una llegenda incisa a la clau: SANT ANDREU i una data del segle xvii, ara mig esborrada -probablement 1605, l'any de la consagració-. Davant de la façana hi ha una galilea amb arcades de mig punt i teulada a doble vessant. Campanar de cadireta d'una sola arcada.

## Història
Aquesta capella de Sant Andreu fou consagrada el dia 4 de juliol de l'any 1605, segons un autor local. (Baig Aleu). Tradicionalment ha estat considerada com una construcció romànica i efectivament la seva estructura respon a la de formes romàniques en l'arquitectura religiosa popular, però les dates concretes que posseïm no deixa lloc a dubtes que fou construïda a principis del segle xvii. L'antic cementiri era a tocar els absis de l'església parroquial, fou traslladat prop de la capella l'any 1831.